# Đèo Nước Ngọt
Đèo Nước Ngọt là một con đèo ngắn dài khoảng 5 km, nằm trên địa bàn huyện Long Đất, tỉnh Bà Rịa – Vũng Tàu. Đèo này nối liền hai thị trấn Long Hải và Phước Hải. Đây là một phần của tuyến đường ven biển, giúp kết nối giao thông trong khu vực.
Đèo này không chỉ có vai trò quan trọng trong hệ thống giao thông đường bộ của tỉnh, mà còn là địa điểm mà người dân và du khách thường xuyên đi qua để di chuyển giữa các huyện Long Điền và Đất Đỏ.